# Éder Álvarez Balanta
Éder Fabián Álvarez Balanta (* 28. února 1993, Bogotá, Kolumbie) je kolumbijský fotbalový obránce a reprezentant, který hraje za argentinský klub CA River Plate. Hraje na postu stopera (středního obránce). Účastník Mistrovství světa 2014 v Brazílii.
Dřívější trenér CA River Plate Ramón Díaz jej přirovnal k argentinskému obránci Danielu Passarellovi.

## Klubová kariéra
Arias začínal s fotbalem v kolumbijském celku Academia FC (v roce 2012 se transformoval do Llaneros FC), s nímž vyhrál několik juniorských titulů. Svým talentem zaujal skauty tradičního argentinského klubu CA River Plate, kam v roce 2011 přestoupil.

## Reprezentační kariéra
V národním A-týmu Kolumbie debutoval v roce 2014, šlo o přátelský zápas 5. března 2014 proti Tunisku (remíza 1:1), dostal se na hřiště v 66. minutě.
Argentinský trenér Kolumbie José Pékerman jej vzal na Mistrovství světa 2014 v Brazílii.
V základní skupině C nastoupil ve třetím utkání proti Japonsku (výhra 4:1), byl v základní sestavě. V osmifinále proti Uruguayi (výhra 2:0) nenastoupil, přednost dostali zkušenější hráči. Ve čtvrtfinále proti Brazílii Kolumbijci na dalšího jihoamerického soupeře již nestačili a prohráli 1:2. I tentokrát zůstal Balanta na lavičce.